# Jozef Labuda
Jozef Labuda (13. prosince 1941, Bratislava) je bývalý slovenský volejbalista, který reprezentoval Československo. S jeho reprezentací získal titul mistra světa v roce 1966 a stříbro na olympijských hrách v Tokiu roku 1964. Medaile mu byla udělena, po udělení výjimky, byť neodehrál ani jeden zápas, neboť na začátku olympiády smolně onemocněl žloutenkou a musel zůstat v izolaci. Za národní tým odehrál 125 utkání. Na klubové úrovni působil ve Slavii Trnava (1956-1959) a Slávii UK Bratislava (1959-1970). Po skončení hráčské kariéry se věnoval trénování, vedl týmy Interu Bratislava (1970-1971), Dukly Trenčín (1971-1973) a Slavie Bratislava (1973-1980). Roku 1966 získal titul zasloužilý mistr sportu. V roce 2019 byl uveden do Síně slávy slovenského volejbalu. Angažoval se v olympijském hnutí, byl mj. tajemníkem Olympijskej spoločnosti Slovenska i Slovenskej asociácie olympionikov.